# Haley Bennett
Haley Bennett   (Fort Myers, 7 de gener de 1988) és una actriu estatunidenca. Va fer el seu debut com a Cora Corman, estrella del pop, a la comèdia romàntica Tu la lletra, jo la música (2007) i des d'aleshores ha aparegut a les pel·lícules The Haunting of Molly Hartley (2008), College (2008), The Hole (2009), Kaboom (2010), L'equalitzador (2014), Kristy (2014), Hardcore Henry (2015), The Magnificent Seven (2016), La noia del tren (2016), Thank You for Your Service (2017), Swallow (2019) i The Devil All the Time (2020).

## Filmografia

### Pel·lícules
| Any          | Títol                         | Paper             | Notes         |
| ------------ | ----------------------------- | ----------------- | ------------- |
| 2007         | Tu la lletra, jo la música    | Cora Corman       |               |
| 2008         | College                       | Kendall           |               |
| 2008         | The Haunting of Molly Hartley | Molly Hartley     |               |
| 2008         | Marley & Me                   | Lisa              |               |
| 2009         | The Hole                      | Julie Campbell    |               |
| 2010         | Kaboom                        | Stella            |               |
| 2010         | Arcadia Lost                  | Charlotte         |               |
| 2013         | Deep Powder                   | Natasha           |               |
| 2014         | After the Fall                | Ruby              |               |
| 2014         | Kristy                        | Justine Wills     |               |
| 2014         | Lost in the White City        | Eva               |               |
| 2014         | L'equalitzador                | Mandy             |               |
| 2015         | Hardcore Henry                | Estelle           |               |
| 2016         | A Kind of Murder              | Ellie Briess      |               |
| 2016         | The Magnificent Seven         | Emma Cullen       |               |
| 2016         | La noia del tren              | Megan Hipwell     |               |
| 2016         | Rules Don't Apply             | Mamie Murphy      |               |
| 2017         | Thank You for Your Service    | Saskia Schumann   |               |
| 2019         | Swallow                       | Hunter            |               |
| 2019         | The Red Sea Diving Resort     | Rachel Reiter     |               |
| 2020         | The Devil All the Time        | Charlotte Russell |               |
| 2020         | Hillbilly Elegy               | Lindsay           |               |
| 2021         | Cyrano                        | Roxanne           |               |
| 2022         | Till                          | Carolyn Bryant    |               |
| 2022         | She Is Love                   |                   | Postproducció |
| 2022         | Borderlands                   |                   | Postproducció |
| Per anunciar | Magazine Dreams               |                   | En rodatge    |

### Curtmetratges
| Any  | Títol                     | Paper | Notes |
| ---- | ------------------------- | ----- | ----- |
| 2009 | Passage                   | Abby  |       |
| 2009 | Lowlight: A Wonderful Lie |       |       |
| 2012 | LP: Into the Wild         |       |       |
| 2012 | Sleepwalking in the Rift  |       |       |